# Monte de perfección
Monte de perfección (hiszp. góra doskonałości) − cykl blisko 60 rysunków narysowanych przez św. Jana od Krzyża ok. 1579 dla swoich uczniów.
Rysunki stanowią ilustracyjne przedstawienie doktryny mistycznej świętego. Zachował się m.in. potwierdzony notarialnie rysunek dedykowany duchowej córce świętego mniszce karmelitańskiej Magdalenie od Ducha Świętego ze wspólnoty bosych w Beas de Segura. Rysunek przedstawia wzgórze, na którego szczyt prowadzą trzy ścieżki. Tylko środkowa prowadzi do szczytu, gdzie nie ma nic prócz ciszy Bożej obecności. Legenda do rysunku to szereg rymowanych wyjaśnień ułożonych specjalnie podczas powstawania dzieła.